# Timothy Harris (polityk)
Timothy Sylvester Harris (ur. 6 grudnia 1964 w Tabernacle) − polityk z Saint Kitts i Nevis, premier kraju od 18 lutego 2015 do 6 sierpnia 2022.
W latach 2001–2008 był ministrem spraw zagranicznych. W latach 2008–2010 był ministrem finansów. Ponownie pełni tę funkcję od 18 lutego 2015. W latach 2010–2013 był ministrem handlu międzynarodowego, przemysłu, handlu, rolnictwa, zasobów morskich, spraw konsumenckich i upoważnień wyborczych. Od 2015 roku posiada również tekę ministra trwałego rozwoju i bezpieczeństwa narodowego.